# Boca Colorado
Boca Colorado es una localidad peruana, capital de distrito de Madre de Dios, provincia de Manu, al sur del departamento de Madre de Dios.

## Descripción
Boca colorado se originó como un pueblo de aventureros en busca de oro en la cuenca del río Madre de Dios a inicios del siglo XX. En 2020 ocurrió dos sucesos que casi hacen desaparecer al pueblo, en noviembre un incendio de proporciones amplias se trago al pueblo entero y lo dejó casi en cenizas, y en diciembre el río Pukiri, afluente del río Inambari, se desembocó por las lluvias y afecto a 150 de los sobrevivientes al siniestro de noviembre del mismo año.